# Nokia 2660 slide
Il Nokia 2660 slide è un telefono cellulare prodotto dall'azienda finlandese Nokia.

## Caratteristiche
- Dimensioni: 87 x 45 x 21 mm
- Massa: 79 g
- Risoluzione display interno: 128 x 160 pixel a 65 000 colori
- Risoluzione display esterno: 98 x 68 pixel monocromatico
- Durata batteria in conversazione: 6 ore
- Durata batteria in standby: 310 ore (12 giorni)
- Bluetooth